# Toyen
Marie Čermínová, dite Toyen, née à Prague le 21 septembre 1902 et morte à Paris le 9 novembre 1980, est une artiste peintre surréaliste franco-tchèque.

## Biographie
Après des études à l'École des arts appliqués de Prague, Marie Čermínová cofonde avec l'écrivain Karel Teige le groupe anarchiste Devětsil en 1920.
En 1922, elle rencontre le peintre Jindřich Štyrský. Ensemble, ils participent à une exposition collective organisée par Devětsil et intitulée « Bazart d'art moderne ». Elle prend le nom de Toyen  (1923), d'après le français « citoyen » ou le tchèque to je on (« c’est lui »),.
Dans ses premières œuvres, Toyen s'inspire d'un cubisme « puriste » qu'elle abandonne pour une série de tableaux naïfs aux sujets exotiques.

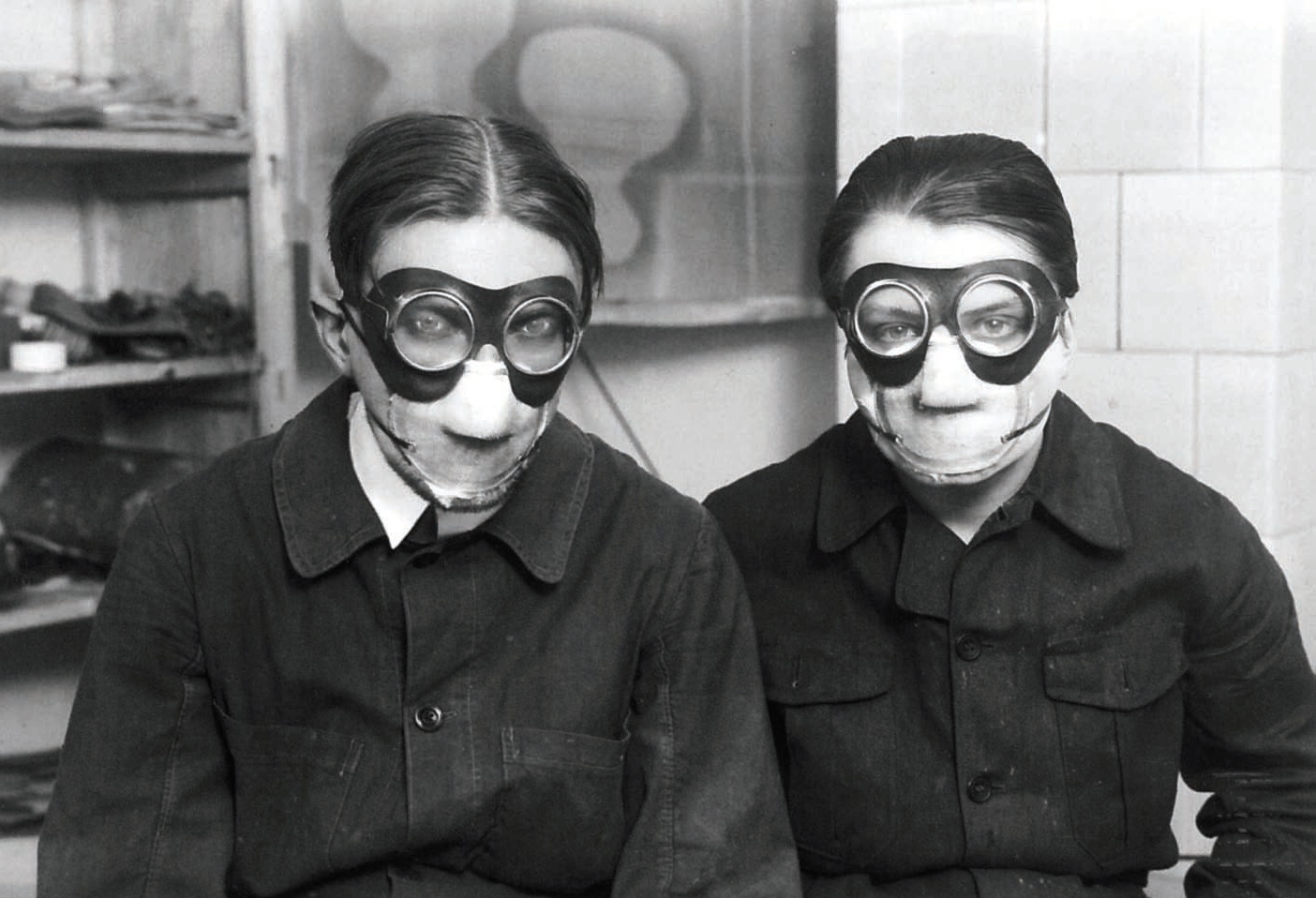
Jindřich Štyrský et Toyen à Paris en 1929.

En 1925, elle s'installe à Paris avec Štyrský. Ils créent un nouveau style qu'ils appellent « artificialisme », par lequel ils anticipent de nombreux éléments de l'abstraction lyrique ultérieure. Cependant, « les fragiles champs arachnéens baignant dans un demi-jour tamisé et enfumé sont remplacés par des pâtes crues et lourdes réparties irrégulièrement en surfaces structurales. » Il s'agit pour eux de faire coïncider l'aventure plastique avec une pratique existentielle de la poésie, le tableau artificialiste provoquant des émotions qui ne sont pas seulement optiques, mais aussi poétiques, de sorte que « miroir sans image, l'artificialisme est l'identification du peintre et du poète ».
Ils rencontrent le groupe surréaliste. Leur première exposition commune est organisée à la galerie Vavin. Philippe Soupault écrit la préface du catalogue.
De retour à Prague en 1929, Toyen fait paraître des dessins érotico-humoristiques dans la Revue érotique créée par Štyrský. En 1932, elle illustre Justine ou les Malheurs de la vertu de Sade.
En 1934, le poète Vítězslav Nezval et Teige, Toyen et Štyrský fondent le groupe surréaliste de Prague qui accueille chaleureusement André Breton et Paul Éluard en mars 1935. Cette même année, en mai, elle participe à l'Exposition internationale du surréalisme à Tenerife (Îles Canaries).
En 1938, à l'occasion d'une exposition commune de Štyrský et Toyen paraît une double monographie dont les textes sont signés Nezval, Teige et Vitèzslau. La même année Štyrský prononce une conférence dans laquelle il souligne à quel point Toyen a acquis le privilège d'être au cœur du « temps qui abolit l'époque », en étant seulement préoccupée de la conquête des espaces intérieurs, car pour elle, « regarder signifie aussi être dans une certaine mesure aveugle, car il y a des paysages visibles et des paysages invisibles ».
En 1939, l'invasion de la Tchécoslovaquie par l'Allemagne lui interdit toute expression publique. Dans la clandestinité, elle réalise un cycle de dessins intitulé Tir (Střelnice, 1940), des illustrations érotiques pour l'ouvrage du poète Jindřich Heisler intitulé Seules les crécerelles pissent sur le Décalogue (1940) et Cache-toi, guerre ! (Schovej se valko), une série de dessins accompagnant des poèmes du même Heisler (1944). Durant cette période, de 1939 à 1942, elle abandonne pratiquement la peinture pour se consacrer au dessin.
Jindřich Štyrský meurt en 1942.
Après la guerre, Toyen expose à nouveau à Prague en 1945. En 1947, elle quitte la Tchécoslovaquie pour Paris, avec Jindřich Heisler. Elle participe aux activités du groupe surréaliste et expose à la galerie Denise René. Le catalogue est préfacé par André Breton, qui parle de son visage « médaillé de noblesse », non sans y reconnaître « le frémissement profond en même temps que la résistance de roc aux assauts les plus furieux. »
Dans les années 1960, elle imagine deux livres-objets pour l'éditeur François Di Dio et, dans les années 1970, collabore aux publications du collectif Maintenant fondé par Radovan Ivšić, avec  Georges Goldfayn, Pierre Peuchmaurd, Annie Le Brun, qui la considère comme « le personnage le plus romantique du surréalisme ». Elle illustre alors plusieurs recueils et pièces de théâtre de Radovan Ivšić, notamment Le Puits dans la tour, débris de rêves (1967), Le Roi Gordogane (1968), Tir (1973), et le premier recueil poétique d'Annie Le Brun, Sur le champ (1967), puis plus tard deux autres recueils : Tout près, les nomades (1972) et Annulaire de lune (1977).

Toyen est enterrée au cimetière des Batignolles (2e division) à Paris. Sur son faire-part de décès, il est écrit : 

« Je m'aperçois que ma page blanche est devenue verte[réf. nécessaire]. »

## Toyen vue par Annie Le Brun
Annie Le Brun est devenue une amie très proche de Toyen, et la considérait comme une des artistes majeures de son siècle, notamment pour son indépendance artistique et idéologique, son opposition aux totalitarismes de l'époque (l'hitlérisme et le stalinisme), sa révolte existentielle, son « mépris pour la peinture comme affaire esthétique et pour les peintres producteurs de peinture, ceux qu'elle appelait les “fabricants”. Comme s'il y allait pour elle de la nécessité vitale de réaffirmer jusque dans le domaine artistique son irréductible distance avec le monde dont les autres s'accommodent si bien, moyennant par exemple de séparer l'art de la vie. »
Selon elle, Toyen envisage l'énigme de la représentation au plus près de l'énigme de la vie, avec toute la puissance subversive d'une « insurrection lyrique » et d'une « érotique de l'analogie », que Radovan Ivšić reconnaît également comme telle, parlant d'un pouvoir de trouble qui s'effectue à travers un « mimétisme amoureux entre les règnes animal, végétal et minéral […] dans la convergence éperdue des forces primordiales qui inaugure les plus somptueuses dérives de l'amour ».

Dans une de ses rares confidences, illustrant ce secret de la représentation qui consiste à figurer l'énigme pour l'affronter, Toyen déclarait en 1976 : 

« Dans la salle obscure de la vie, je regarde l'écran de mon cerveau. »

## Œuvres
- Serenade, 1924–1925
- Flore du sommeil, 1931
- Jardin de mer, 1933
- Le Reste de la nuit, 1935 (?)[19]
- Spectres du désert, 1937, dessins[19]
- La Tanière abandonnée, 1937
- La Dormeuse, 1937
- Objet-Fantôme, 1937
- Le Tir, 1940, dessins
- Relâche, 1943, huile sur toile, 109 × 52,5 cm[20]
- Au château Lacoste, 1946[21]
- Tous les éléments, 1950, huile sur toile, 68,2 × 104,5 cm[22]
- L'Origine de la vérité, 1954
- L'eau de la solitude, 1955, huile sur toile
- Coulée dans le lointain, 1962, huile sur toile, 51 × 150 cm[23]
- Le Festin de soie, 1962, huile sur toile, 100 × 60 cm[24]
- L'un dans l'autre, 1965
- Le Paravent, 1966[25]

### Archives
- Fonds Toyen (1968-1977) [archives écrites et photographiques ; 3 boîtes].  Cote : TOY 1 - 34. Paris : Bibliothèque Kandinsky, Centre Pompidou (présentation en ligne).

### Filmographie
- 1967 : Angoisse de Zdenèk Kopac, Prague (cité dans Colvile, op. cit., p. 285)
- 2005 : Toyen de Jan Němec, explore la relation entre Toyen et Jindřich Heisler, qu'elle cacha dans Prague occupée par les nazis et avec qui elle partit à Paris en 1948, à la suite de la prise de pouvoir des communistes ; voir : Peter Hames, Czech and Slovak Cinema: Theme and Tradition, Oxford University Press, 31 mai 2009
- 2015 : Toyen de Dominique et Julien Ferrandou, film documentaire co-produit par TFV, Aube Elléouët et Oona Elléouët, distribué par Seven Doc.